# Eurocoelotes microlepidus
Eurocoelotes microlepidus là một loài nhện trong họ Amaurobiidae.
Loài này thuộc chi Eurocoelotes. Eurocoelotes microlepidus được miêu tả năm 1973 bởi de Blauwe.